# Lego Indiana Jones: The Original Adventures
A Lego Indiana Jones: The Original Adventures egy Lego-témájú, akció-kaland videójáték, melyet a Traveller’s Tales fejlesztett, és a LucasArts adott ki. A játéknak köszönhetően a játékosok újraélhetik (habár humorosabb formában) az első három Indiana Jones film eseményeit: Az elveszett frigyláda fosztogatói (1981), Indiana Jones és a végzet temploma (1984) és Indiana Jones és az utolsó kereszteslovag (1989). A játék tartalmazza a Lego Star Wars videójátékokban is megtalálható be/kidobós kétszemélyes módot, habár helyi konzolos játszásra korlátozták. 2008. június 3-án adták ki az Egyesült Államokban és Kanadában és 2008. június 6-án Európában. Egy letölthető demót Windowsra 2008. május 13-án tettek elérhetővé. A játék alapját a Lego Indiana Jones játék szettek szolgálják. A Mac OS X verzióját 2008. december 4-én adta ki a Feral Interactive.
Ahogy azt már bevezették a Lego Star Wars: The Complete Saga-ban, az új mozdulatok között megtalálható az ágon való csüngés ugrás közben Indiana Jones ostorával. Promócióként, Indiana Jones egy játszható karakter volt a Lego Star Wars: The Complete Saga-ban.
A játék legtöbbször a filmek eseményeit követi, bár, mint a Lego Star Wars-sorozatban, néhány jelenetet megváltoztattak annak érdekében, hogy azt kétszemélyesen is lehessen játszani (Satipo nem hal meg), családbarátabb legyen, vagy csak azért, hogy humorosabb legyen.

## Játékmenet
A játék az eredeti három Indiana Jones film történetét követi: Az elveszett frigyláda fosztogatói, A végzet temploma és Az utolsó kereszteslovag. Azonban a játék fejlesztői felosztották a filmek történetét hat-hat pályára, mindegyik pályának sztori és szabad játék módja van, ahogy azt a Lego videójátékoktól már megszokhattuk. Először a sztori módot kell játszani, ami korlátozza a játékosokat arra, hogy az előre kiválasztott karaktereket használják, a filmek valós jeleneteiből. Szabad játék módban bármely feloldott karakterrel játszhatnak. Ezekkkel a karakterekkel aztán interakcióba léphetnek a környezetük egyes elemeivel, amelyekkel más karakterek a sztori módban nem tudnak. Ezt csinálva, a játékosok új dolgokat találhatnak, új utakat, puzzle-ket vagy gyűjthető dolgokat.
A Barnett Főiskola, Dr. Jones tanítási helye Az utolsó kereszteslovagból (amit az előzményfilmekben "Marshall Főiskola"-ként ismerhettünk) szolgál a játék központjaként, és a falakon található különböző térképek segítségével érhetjük el a pályákat, extra feloldható tartalom és beállítások a különböző tantermekben találhatók. Amint a játékos kiválaszt egy pályát, egy játékjelenet kezdődik, ami bevezet egy szekciót az éppen játszott filmből. A nevezetes jeleneteket újracsinálták a filmekből, mint az emlékezetes szikla menekülés és a kötélhídon való harc, vagy mikor Walter Donovan a rossz Szent Grált választja.
82 játszható karakter van, 23-at a sztori végigjátszásával szerez meg a játékos, és 59-et a játékon belüli Könyvtárból tud megvenni. Ezenkívül még van kettő saját karakter, amiket a játékosok szerkeszthetnek, és a bónusz karakter, Han Solo (csakúgy, mint Indiana Jones a Lego Star Wars: The Complete Saga-ban). Néhány másik karakterrel is játszhat a játékos a "Titkos karakterek" extra bekapcsolásával, amelyekkel csak specifikus pályákon játszhatnak. Minden karakternek megvannak a saját egyedi képességei, amelyek szükségesek, hogy a játékos elérjen új területeket, mikor újrajátssza a pályákat Szabad játék módban. A Lego Indiana Jones-nak köszönhetően a játékosok keverhetik a különböző karakterek testrészeit, hogy saját karaktereik megcsinálják, mint "Belloq Jones" vagy "Colonel Toht".
A játékosok játszhatnak a saját karaktereikkel a Művészeti Szobában, hogy leteszteljék a képességeik. Azonban, minden saját karakter rendelkezik az ostor képességgel, amely ütközhet a karakter kinézetével.
Új funkciókat hozzáadtak a Lego Star Wars szériában látott játékmenethez, mint például, hogy különböző objektumokat fel tudnak venni és használni a karakterek, például üvegek, kardok és fegyverek. Emellett építhetnek és vezethetnek is járműveket a játékosok. Vannak a játékban különböző fóbiák, például, ha Indiana Jones kígyót lát, Willie pókot lát vagy Henry Jones Senior vagy Elsa patkányt lát, megdermednek, és limitált mozgási kapacitásuk van, míg az állatok meg nem halnak, vagy túl messze vannak. Ezenkívül még új közelharci támadásokat is hozzáadtak a játékhoz.

### Nintendo DS
A DS verzióban jelentős változtatások vannak, hogy alkalmazkodjanak a DS memóriamérete okozta limitációkhoz, illetve az érintőképernyőjéhez. Egyes képességek, mint Indiana Jones ostora vagy Satipo ásója, és egyes elemek, mint a kapcsolók az érintőképernyő használatával irányíthatók. Ezek mellett, a beépített mikrofon is használandó játék közben, például, hogy elfújjunk fáklyákat, vagy felfújjunk gumicsónakokat.
Négy osztálya van a karaktereknek, ami tud használni speciális hozzáférési felületeket, hogy rejtett területeket érjenek el; ehhez a játékosnak össze kell illesztenie egy négy blokkos sorozatot egy mini-puzzle megoldásával az érintőképernyőn. A tudósok tudják használni a görgetőpaneleket, és egy könyvben lapozniuk kell, hogy megtalálják a megfelelő blokkokat. Az orvgyilkosok a piros koponya paneleket tudják használni, és egy fáklyát mozgatnak, hogy megvilágítsák a blokkokat az elsötétült képernyőn. A hadi karakterek tudják használni a zöld rádiópaneleket, és végig tudnak görgetni több pénzbedobós automata-szerű szerkezeten, hogy összepárosítsák a mintát. A testvéri karakterek a piros kard paneleket tudják használni, hogy megoldjanak egy blokk cserélgetős játékot. Ezek mellett, Marion át tud alakulni egy majommá speciális helyeken, hogy felmásszon másképp elérhetetlen helyekre, és alkoholos üvegeket dobáljon lángoló szemétbe, hogy az felrobbanjon.
A DS verzióban találhatók cameók Csillagok háborúja karakterek által, például Wicket és Luke Skywalker befagyva egy jeges barlangban, utalva a Wampa barlangjára, de a konzolos verzióval ellentétben, egyik karakter sem játszható. Egy érdekes dolog, amit érdemes megjegyezni, hogy ha a játékos elkezdi üldözni Wicketet, egy ütéssel meg tudja őt ölni. "Az utolsó kereszteslovag" nevű pálya legutolsó jelenetében A Grállovag először egy árnyékként látható a falon, ami úgy nét ki, mint Darth Vader, mikor az árnyék előhúzza a kardját, az úgy meghosszabbodik, mint egy fénykard. Santa Claus, Erős Ember, Kastélylovag, és a Bohóc az egyetlen, nem filmbeli karakterek, akik feloldhatók. Emellett, nincsenek rejtett pályák, és nincs bónusz jutalom sem a játék 100%-ig való teljesítéséért.
A DS verzióban piros kockák vannak, amiket a konzolos és PSP-verziókban piros csomagokkal helyettesítettek. Emellett a DS verzióban nincsenek még a félelmek sem, amik a konzolos verzióban vannak.

## Fejlesztés
Eredetileg arról számoltak be, hogy a játékban négyjátékos kooperatív mód lenne, de később kiderült, hogy ez csak egy félreértés volt. Habár négy karakter lehetséges, hogy látható a képernyőn, csak kettő irányítható a játékosok által. A Nintendo DS-en maximum nyolc karakter lehet egy partiban, de csak kettő látható a képernyőn. Sem az Xbox 360, sem a PlayStation 3 verzió nem támogatja az online játszást az Xbox Live vagy a PlayStation Network által. Az Xbox 360 verzió visszafele kompatibilis Xbox One-nal.
A filmek zenéjét használták a játékban, de emellett néhány zenét használtak Az ifjú Indiana Jones kalandjaiból. Ezeket számos jelenet alatt lehet hallani. Az eredeti trilógia zenéjét használták a Lego Indiana Jones 2: The Adventure Continues-ban.

## Fogadtatás
| Összegzőoldal | Értékelés |
| ------------- | --------- |
| GameRankings  | 79%       |
| Metacritic    | 77/100    |

| Szerző         | Értékelés                                                                            |
| -------------- | ------------------------------------------------------------------------------------ |
| 1Up.com        | B[forrás?]                                                                           |
| Edge           | 6/10[forrás?]                                                                        |
| Game Informer  | 7/10[forrás?]                                                                        |
| GamePro        | 9/10[forrás?]                                                                        |
| GameRevolution | B+[forrás?]                                                                          |
| GameSpot       | 8/10[forrás?]                                                                        |
| Giant Bomb     | 3/5[forrás?]                                                                         |
| IGN            | 8,4/10 (Xbox 360) 8,4/10 (PS3) 8/10 (Wii) 8/10 (PS2) 8/10 (DS) 7,7/10 (PSP)[forrás?] |
| Nintendo Power | 7,5/10[forrás?]                                                                      |
| ONM            | 82%[forrás?]                                                                         |
| OXM (US)       | 7,5/10[forrás?]                                                                      |
| TeamXbox       | 8,5/10[forrás?]                                                                      |
| X-Play         | 4/5[forrás?]                                                                         |

A játék értékelései általában pozitívak voltak. Az IGN 8/10-et adott a Nintendo DS, PS2 és Wii, 8.4/10-et a 360 és PS3, illetve 7.7/10-et a PSP-verzióra, ami hasonló a Lego Star Wars videojátékokhoz. Az X-Play 4-et adott az 5-ből, mondva, hogy ebben minden megtalálható, amit a filmek rajongói szeretnének, de nem olyan mókás, mint a Lego Star Wars. Az Officail PlayStation Magazine UK 8/10-et adott a játéknak, dicsérve az elragadó természetét a játéknak, és a forrás anyag-választást is. Az Official Nintendo Magazine 82%-ot adott a játéknak, ami hasonló a Lego Star Wars-hoz, mondva, hogy nagyon hasonló, és nem sok minden fejlődött. Emellett, a magazin kijelentette, hogy "Általában, ez a játék könnyen lehet a valaha készült legjobb játékok egyike." A GameRevolution B+-t adott a játéknak, idézve, hogy a játék, amit a filmszéria rajongói terveztek, "addiktív játékmenetet" biztosít "rengeteg visszajátszási értékkel."
A Lego Indiana Jones Nintendo DS verzióját jelölték kettő DS-specifikus díjra az IGN.com-tól, azaz, mint A legjobb akciójáték és A legjobb lokális többjátékos játék. A Wii verziót is jelölték több Wii-specifikus díjra az IGN-től, többek között A legjobb akció játék és A legjobb lokális többjátékos játék.
A játék Xbox 360 verziója megkapta a "Platinum" eladási díjat az ELSPA-tól, jelezve legalább 300 000 eladást az Egyesült Királyságban. 2009 áprilisáig a játékból 7,91 millió példányt adtak el az összes platformon összesítve. 2012 májusáig a játékból több, mint 11 millió példányt adtak el.

## Folytatás
A játéknak a folytatását, a Lego Indiana Jones 2: The Adventure Continues-t 2009-ben adták ki. Ebben a játékban találhatók pályák az Indiana Jones és a kristálykoponya királyságából (2008), illetve újratervezett pályák az előző három filmhez több új funkció mellett.

## Fordítás
Ez a szócikk részben vagy egészben  a   Lego Indiana Jones: The Original Adventures című angol Wikipédia-szócikk ezen változatának fordításán alapul.  Az eredeti cikk szerkesztőit annak laptörténete sorolja fel. Ez a jelzés csupán a megfogalmazás eredetét és a szerzői jogokat jelzi, nem szolgál a cikkben szereplő információk forrásmegjelöléseként.

## Külső hivatkozások
- Hivatalos weboldal